# North Hollywood (Los Ángeles)
North Hollywood está ubicado en la región del Valle de San Fernando de Los Ángeles, California, es un vecindario ecléctico con modestos bloques residenciales y el vibrante NoHo Arts District. El histórico Teatro El Portal y muchas casas de juegos emergentes comparten el escenario con galerías de arte, estudios de sonido y la Academia de Artes y Ciencias de la Televisión. El área accesible al metro también cuenta con salones de cócteles de inspiración retro, bares de cerveza artesanal, tiendas vintage y cafés informales.

## Demografía
El censo de 2000 contó con 77,848 residentes en el vecindario de North Hollywood de 5.87 millas cuadradas, o 13,264 personas por milla cuadrada, aproximadamente una densidad de población promedio para la ciudad, pero entre las más altas del condado.
En 2008, la ciudad estimó que la población había aumentado a 87,241. En 2000, la edad promedio de los residentes era de 30 años, considerada una edad promedio para los vecindarios de la ciudad y el condado; el porcentaje de residentes de 19 a 34 años se encontraba entre los más altos del condado. El vecindario fue considerado "moderadamente diverso" étnicamente dentro de Los Ángeles. El desglose fue 57.7% latinos, 27% blancos no hispanos, 5.7% asiáticos, 5.6% negros y 4% de otros grupos. Los residentes nacidos en el extranjero constituían el 46,4% de los residentes, un alto porcentaje para Los Ángeles; México (43,2%) y El Salvador (16%) fueron los lugares de nacimiento más comunes para esta porción de la población. Los porcentajes de hombres y mujeres que nunca se casaron se encontraban entre los más altos del condado. 
El ingreso familiar anual promedio en dólares de 2008 fue de $ 42,791, considerado promedio para la ciudad pero bajo para el condado. Los porcentajes de hogares que ganaron $ 40,000 o menos fueron altos para el condado. Los inquilinos ocupaban el 75,4% del parque de viviendas y los propietarios de casas o apartamentos tenían el 24,6%.

## Historia

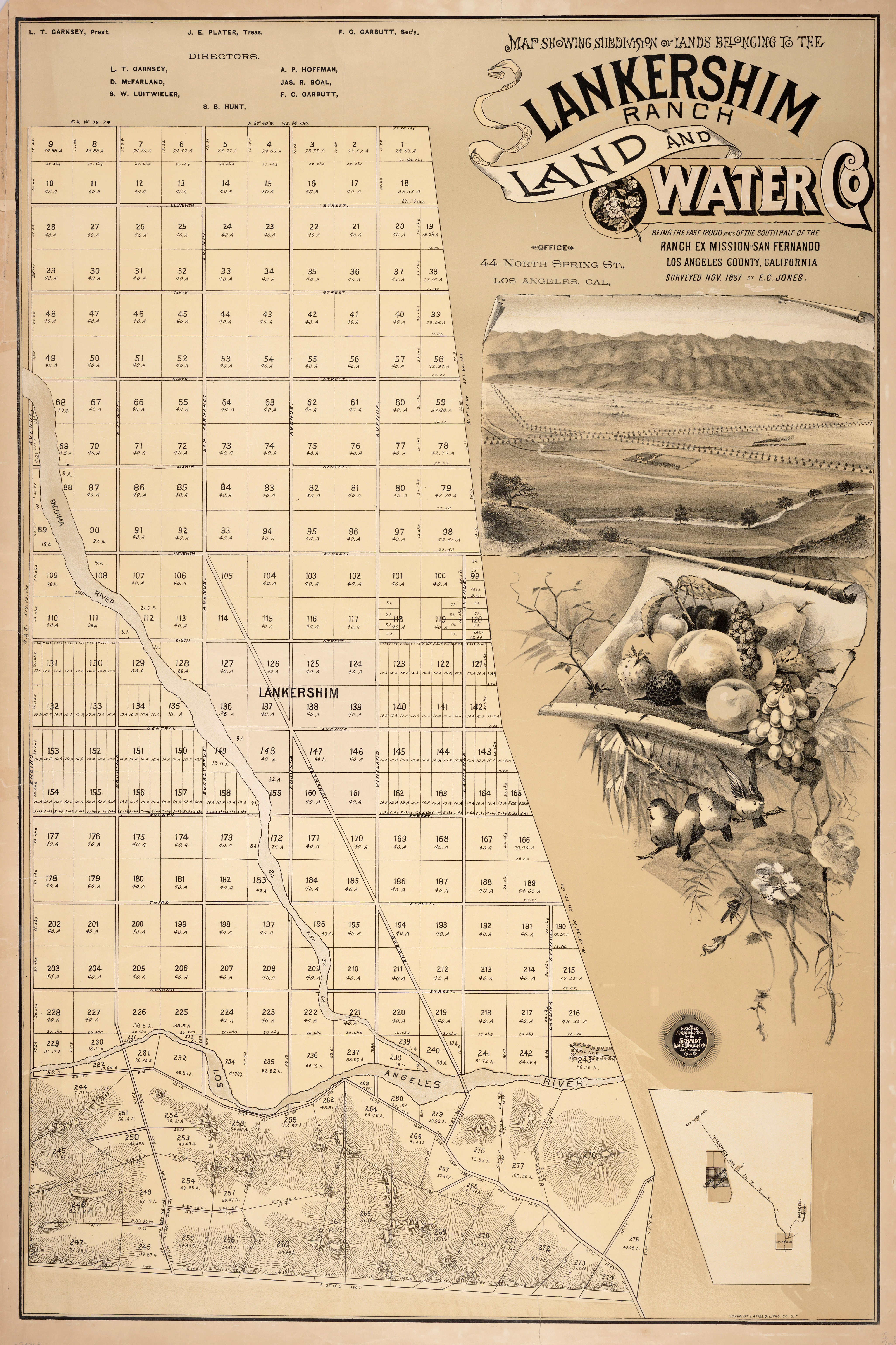
Lankershim Ranch Land and Water Company, 1887

North Hollywood fue una vez parte de las vastas propiedades de la Misión San Fernando Rey de España, que fue confiscada por el gobierno durante el período de gobierno mexicano. Un grupo de inversionistas reunidos como San Fernando Farm Homestead Association compró la mitad sur de Rancho Ex-Mission San Fernando. [¿Cuándo?] El inversionista líder fue Isaac Lankershim, un ganadero y agricultor de granos del norte de California, que quedó impresionado por la avena silvestre y propuso criar ovejas en la propiedad. En 1873, el hijo y futuro yerno de Isaac Lankershim, James Boon Lankershim e Isaac Newton Van Nuys, se trasladaron al Valle de San Fernando y asumieron la administración de la propiedad. Van Nuys pensó que la propiedad podría producir trigo de manera rentable utilizando la técnica de cultivo de tierras secas desarrollada en las Grandes Llanuras y tierras alquiladas a la Asociación para probar sus teorías. Con el tiempo, la propiedad Lankershim, bajo su tercer nombre, Los Ángeles Farming and Milling Company, se convertiría en el imperio de cultivo de trigo más grande del mundo.
En octubre de 1887, J.B. Lankershim y otros ocho desarrolladores organizaron Lankershim Ranch Land and Water Company, comprando 12 000 acres (49 km²) al norte del Cahuenga Pass de Lankershim Farming and Milling Company. Lankershim estableció un poblado que los residentes llamaron Toluca a lo largo de la antigua carretera desde el paso de Cahuenga hasta San Fernando. El 1 de abril de 1888, ofrecieron a la venta pequeñas granjas listas para usar, ya plantadas con árboles frutales y nueces caducifolios de raíces profundas, en su mayoría melocotones, peras, albaricoques y nueces, que podrían sobrevivir a los veranos sin lluvia del Valle confiando en el nivel freático alto a lo largo del Tujunga Wash en lugar del riego superficial.
El boom de la tierra de la década de 1880 fracasó en la década de 1890, pero a pesar de otro ciclo de sequía brutal a fines de la década de 1890, los agricultores de frutas y nueces siguieron siendo solventes. La Asociación de Productores de Frutas de Toluca se formó en 1894. Al año siguiente, el Pacífico Sur abrió un ramal que se inclinaba hacia el noroeste a través del Valle hasta Chatsworth. Chatsworth Limited hacía una parada de carga al día en Toluca, aunque el depósito llevaba el nuevo nombre de Lankershim. Con la oficina de correos al otro lado de la calle llamada Toluca, la controversia sobre el nombre de la ciudad continuó, y los rancheros locales solían bromear: "Envíe la mercadería a Lankershim, pero envíe la factura a Toluca". En 1896, bajo la presión de Lankershim, la oficina de correos de Toluca pasó a llamarse "Lankershim" en honor a su padre, aunque el nuevo nombre de la ciudad no se reconocería oficialmente hasta 1905. En 1903, el área era conocida como "La casa del melocotón". En 1912, el principal empleador del área, Bonner Fruit Company, enlataba más de un millón de toneladas de melocotones, albaricoques y otras frutas. Cuando se inauguró el acueducto de Los Ángeles en 1913, los agricultores del Valle ofrecieron comprar el agua excedente, pero la legislación federal que permitió la construcción del acueducto prohibió a Los Ángeles vender el agua fuera de los límites de la ciudad.
Al principio, la resistencia al desarrollo inmobiliario y los intereses comerciales del centro de Los Ángeles se mantuvo lo suficientemente fuerte como para mantener unidos a los pequeños agricultores en oposición a la anexión. Sin embargo, los intereses de la empresa de envasado de frutas fueron absorbidos por los intereses de Los Ángeles. Los dos conspiraron para bajar los precios y mitigar los márgenes de beneficio de los agricultores, haciendo que su existencia continuada fuera tenue. Cuando las sequías volvieron a golpear el valle, en lugar de enfrentar una ejecución hipotecaria, los agricultores más vulnerables acordaron hipotecar sus propiedades a la empresa empacadora de frutas y los bancos en Los Ángeles para el futuro inmediato y votar sobre la anexión.

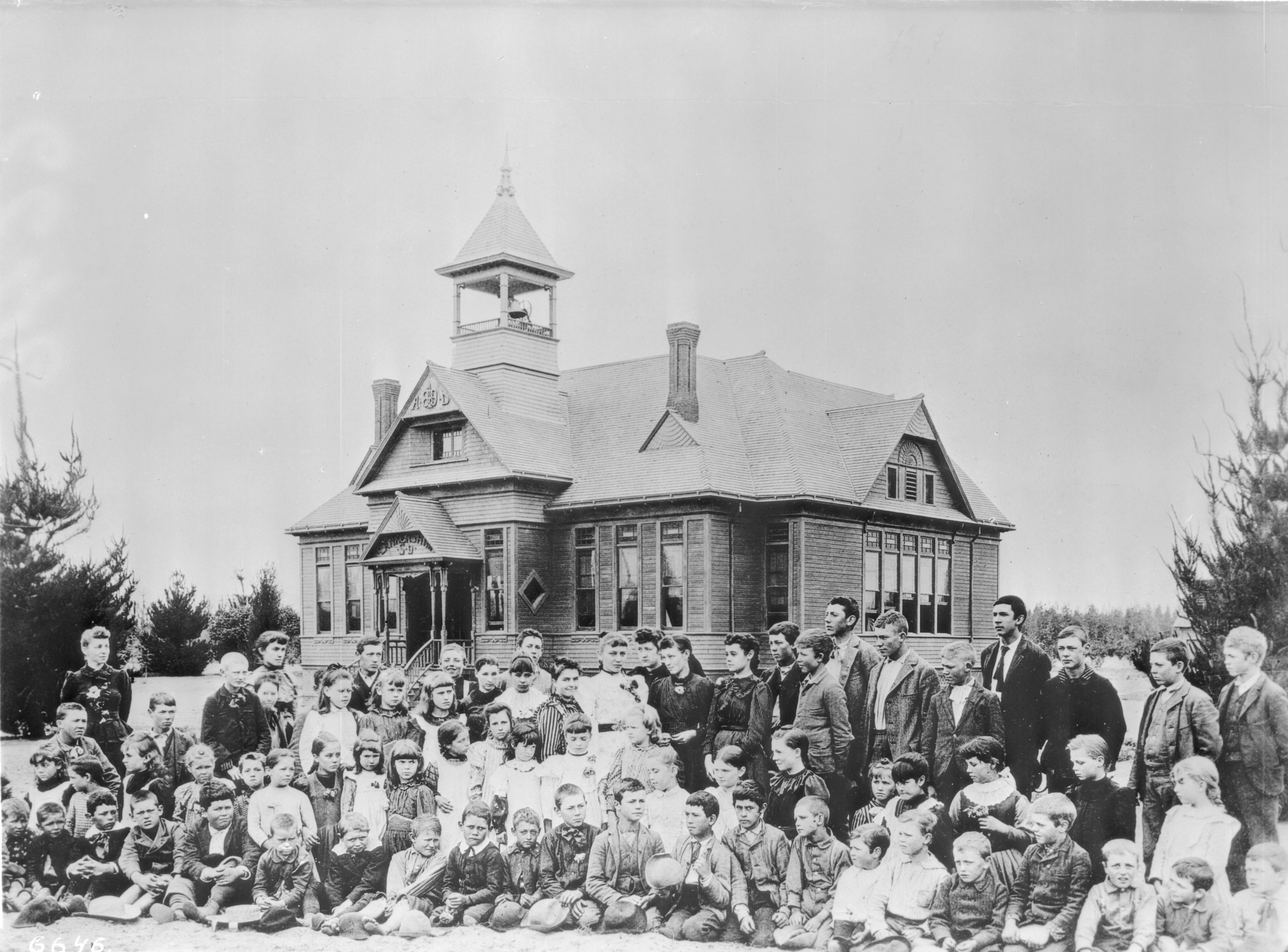
Escuela Lankershim, ubicada cerca de lo que ahora es la intersección de Vineland y Riverside, y la primera escuela en el Valle de San Fernando, c. 1889

## Gobierno e infraestructura
El Departamento de Servicios de Salud del Condado de Los Ángeles tiene la Oficina de Salud del Área de Antelope Valley y la Oficina de Salud del Área de San Fernando Valley en una instalación en North Hollywood.
El departamento opera el Centro de Salud de North Hollywood en North Hollywood. Además, el departamento opera el Glendale Health Center en Glendale, que sirve a North Hollywood.
El Servicio Postal de los Estados Unidos opera la oficina de correos de North Hollywood en 7035 Laurel Canyon Boulevard, la oficina de correos de Valley Plaza en 6418 Bellingham Avenue, y la oficina de correos de Victory Center en 6535 Lankershim Boulevard.

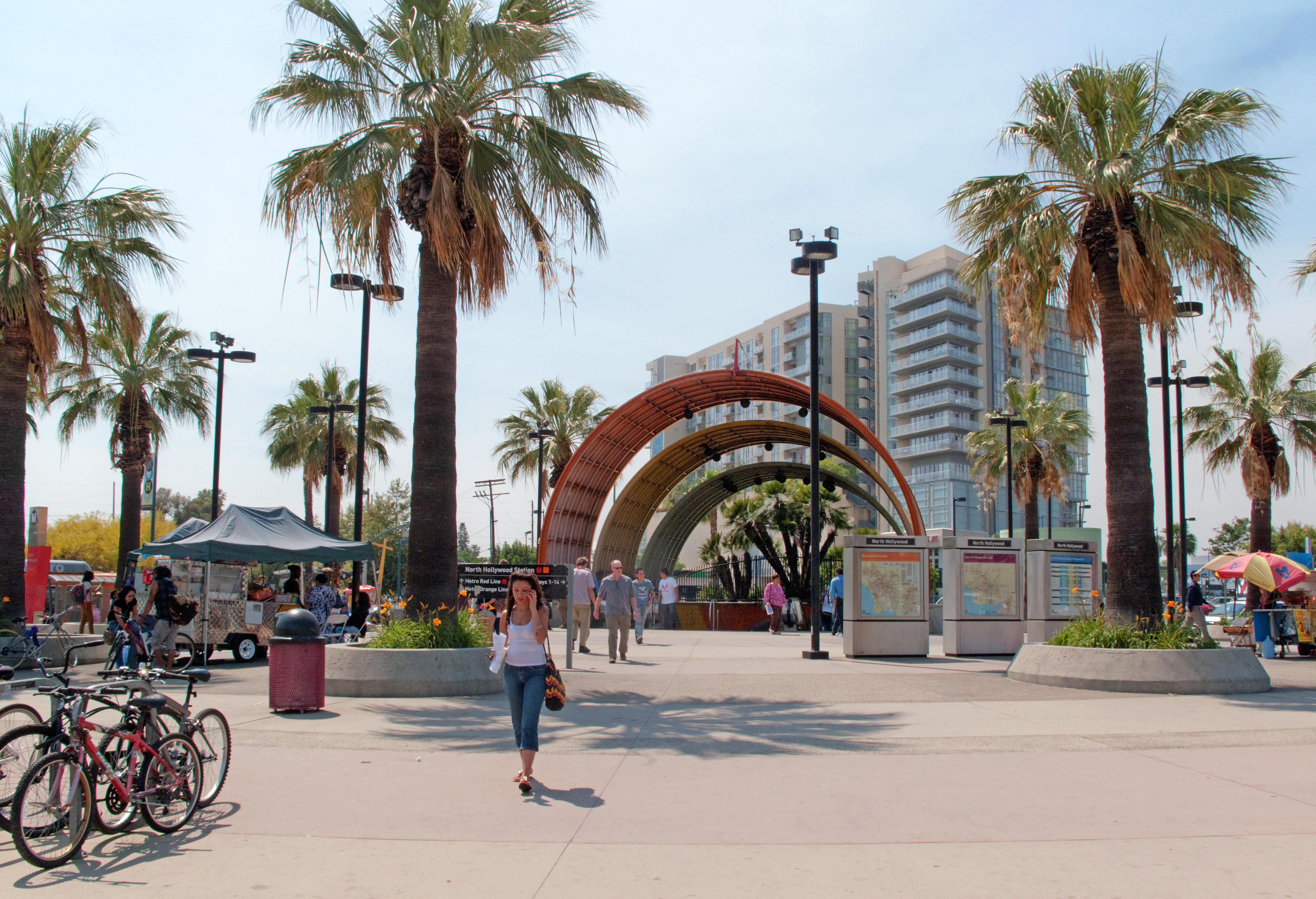
North Hollywood LA Metro station

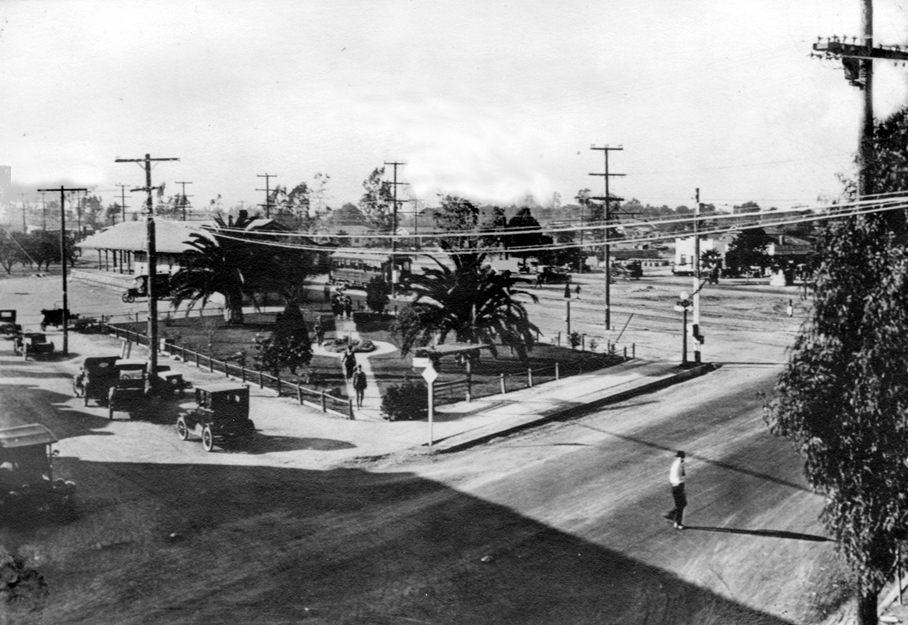
North Hollywood Pacific Electric Car Station, 1919

La Comisión de Transporte del Condado de Los Ángeles aprobó la construcción del metro que conecta North Hollywood con Hollywood, East Hollywood, Koreatown, Westlake y el centro de Los Ángeles a lo largo de la Línea Roja del Metro Rail en 1990. La decisión siguió a la aprobación unánime del Concejo Municipal de Los Ángeles como la terminal norte de la Línea Roja con la ruta final que tiene terminales en Union Station y North Hollywood. La estación de metro de North Hollywood se inauguró en junio de 2000. Cerca de medio millón de personas aprovecharon los viajes gratuitos en el metro de la Línea Roja de 17.4 millas (28.0 km) en su primer fin de semana en funcionamiento. La estación es el punto de partida de la línea B del metro, cuya construcción costó 4.500 millones de dólares. En lugar de una extensión adicional de la Línea B más hacia el Valle, Metro construyó el autobús de tránsito rápido de la Línea G de Metro. Su terminal se encuentra al otro lado de la calle de la estación de metro.
Esto expandió el área de la estación a un centro de tránsito, y ahora muchos autobuses locales y rápidos paran en la estación. Se han hecho propuestas para extender la línea B hacia el noreste hasta el aeropuerto Bob Hope en Burbank y la estación Burbank Metrolink en el centro de Burbank, o para extenderla en dirección noroeste a lo largo de Lankershim Boulevard y eventualmente hasta Sylmar. Ninguno de los proyectos está financiado actualmente tampoco está en el Plan de transporte a largo plazo de Metro.